# Joanna Chmiel
Joanna Chmiel (gebürtig Joanna Gront; * 25. Dezember 1969) ist eine polnische Marathonläuferin.
Chmiel läuft seit 1995. 1996 wurde sie als Zweite des Breslau-Marathons polnische Marathonmeisterin. 1998 und 2000 gewann sie den Las-Vegas-Marathon, bei dem sie 1999 als Zweite mit 2:35:07 ihre persönliche Bestzeit aufstellte.
Von 2003 bis 2005 gewann sie den Montafon-Arlberg-Marathon, von 2004 bis 2006 den North Sea Beach Marathon, 2003 und 2004 den Würzburg-Marathon, 2003 den Bonn-Marathon, 2006 den Genf-Marathon, 2008 den Marathon Deutsche Weinstraße und 2009 den Lausanne-Marathon. Zuletzt trat sie 2010 bei internationalen Wettkämpfen an.
Chmiel startete für den polnischen Klub Biegacza Arturówek und wurde von ihrem Ehemann trainiert. Sie hat einen Sohn.